# Vessla
Vessla (Mustela nivalis) är en art i familjen mårddjur.
Artepitet nivalis i det vetenskapliga namnet är bildat av det latinska ordet för snöig eller snövit.

## Utseende
Vesslan skiljer sig från hermelinen genom att den är mindre, att den saknar den svarta hårpenseln på svansspetsen samt genom kraniets form. Längden ligger mellan 11,4 och 20,5 centimeter, vikten varierar mellan 25 och 55 gram. Antalet tår på varje fot är fem och alla är utrustade med klor.
Småvesslan (Mustela nivalis nivalis) är rödbrun på ovansidan och vit på undersidan med skarp färggräns.
I södra Europa finns underarten Mustela nivalis vulgaris som är något större och förblir rödbrun under hela året. Gränsen mellan rygg och bukfärg är suddig.
I nordligare trakter, till exempel i de mellersta och norra delarna av Sverige och Norge, anlägger den en vinterdräkt, snövesslan, som är helt vit. Vinterpälsens hår är ungefär 5 millimeter längre än sommarpälsens hår. I Sverige finns i fjällen också världens minsta rovdäggdjur dvärgvesslan (Mustela nivalis minuta) med en uppmätt storlek av 11,4 cm och 25 g.

## Utbredning
Arten har en mycket vidsträckt utbredning i Europa, norra Afrika, norra och mellersta Asien och en del av Nordamerika. Vesslan lever i låglandet och i bergstrakter upp till 3 860 meter över havet. Introducerade populationer hittas på flera öar i Medelhavet, på São Tomé och i Nya Zeeland.

### Förekomst i Sverige och Finland
I Sverige förekommer den över hela landet förutom på Gotland. Den är mindre talrik än hermelinen. I Finland har den observerats i hela landet, tätast dock i den södra halvan.

## Ekologi
Hannar och honor lever ensamma utanför parningstiden. Ofta överlappar en dominant hannes territorium reviren för flera honor och ickedominanta hannar. Individerna är mycket rörliga och kan vara aktiva både på dagen och på natten. Boet övertas vanligen från ett bytesdjur och oftast har en individ olika bon under livet.
Vesslans naturliga fiender utgörs av ugglor och rovfåglar. Ungar faller ibland offer för olika ormar.

### Habitat
Habitatet varierar mycket: arten finns bland annat i glesa skogar, på prärier, i kulturlandskap och i halvöknar. Vesslan undviker däremot alltför täta skogar, sandöknar och andra helt öppna områden.

### Föda
Vesslan livnär sig på råttor, möss, mullvadar, små fåglar, insekter och grodor. Ibland kan den även ta kaniner. När vesslorna saknar andra födoämnen äter de i norra trakter även as av lämlar. Bytet dödas oftast med ett bett i nacken.

### Fortplantning
Honor kan para sig hela året men vanligen ligger parningstiden mellan våren och sensommaren. Efter dräktigheten som varar i 34 till 37 dagar föder honan en till sju ungar. Ungarna är vid födelsen nakna, blinda samt döva och har en vikt omkring 1,5 gram. De dias minst 18 dagar och efter cirka 50 dagar är de lika långa som vuxna individer men fortfarande något lättare. Först efter 12 till 15 veckor har de även nått samma vikt. Honor är tidigast könsmogna efter fyra månader och honor som föds under våren kan ha en egen kull under samma år. Dödligheten bland ungarna är mycket hög och även de flesta vuxna individerna lever bara några år. Den äldsta individen i fångenskap blev något över nio år gammal.

## Underarter
Arten delas in i följande underarter:
- M. n. nivalis
- M. n. aistoodonnivalis
- M. n. allegheniensis
- M. n. boccamela
- M. n. campestris
- M. n. caucasica
- M. n. eskimo
- M. n. heptneri
- M. n. mosanensis
- M. n. namiyei
- M. n. numidica
- M. n. pallida
- M. n. pygmaea
- M. n. rixosa
- M. n. rossica
- M. n. russelliana
- M. n. stoliczkana
- M. n. tonkinensis
- M. n. vulgaris

## Vesslan och människan
Arten jagades i hela utbredningsområdet med hjälp av fällor för pälsens skull. Allmänt anses den som nyttig då den äter många gnagare som betraktas som skadedjur. Idag utsätts vesslan ibland för gifter som egentligen är tänkta för gnagare. Den kan också skadas i kontakt med jordbruksredskap. På grund av dess stora utbredningsområde kategoriseras arten av IUCN som livskraftig (LC). Även i Sverige och Finland klassificeras den som livskraftig.